# 布巴克尔多項式

## 布巴克尔多項式
在數學中，布巴克尔 多項式  有两种常见定义。第一种是 :
{\displaystyle {\begin{aligned}B_{0}(x)&{}=1\\B_{1}(x)&{}=x\\B_{2}(x)&{}=x^{2}+2\\B_{3}(x)&{}=x^{3}+x\\B_{4}(x)&{}=x^{4}-2\\B_{5}(x)&{}=x^{5}-x^{3}-3x\\B_{6}(x)&{}=x^{6}-2x^{4}-3x^{2}+2\\B_{7}(x)&{}=x^{7}-3x^{5}-2x^{3}+5x\\B_{8}(x)&{}=x^{8}-4x^{6}+8x^{2}-2\\B_{9}(x)&{}=x^{9}-5x^{7}+3x^{5}+10x^{3}-7x\\&{}\,\,\,\vdots \end{aligned}}}
有时也会使用另一种定义,可以通过递归的方式进行定义。首先，规定前三 个布巴克尔多项式为：
{\displaystyle {\begin{aligned}B_{0}(x)&=1,\\B_{1}(x)&=x,\\B_{2}(x)&=x^{2}+2,\\\end{aligned}}}
然后运用下面的递推关系得到更高阶的多项式。
{\displaystyle {\begin{aligned}B_{m}(x)&=xB_{m-1}(x)-B_{m-2}(x)\quad {\text{, }}m>2.\end{aligned}}}
布巴克尔 多項式也可以用母函数表示 :                     
{\displaystyle \sum _{n=0}^{\infty }{\tilde {B}}_{n}(x)t^{n}={\frac {1+3t^{2}}{1-t(t-x)}}.\,\!}
产生了许多整数序列在On-Line Encyclopedia of Integer Sequences (OEIS) e PlanetMath （页面存档备份，存于）. 

### 生成解
布巴克尔 多項式的通解為 :
{\displaystyle B_{n}(x)=\sum _{p=0}^{\lfloor n/2\rfloor }{\frac {n-4p}{n-p}}{\binom {n-p}{p}}(-1)^{p}x^{n-2p}}

### 微分操作代表
布巴克尔 多項式亦可記為 :
{\displaystyle (x^{2}-1)(3nx^{2}+n-2)y{''}+3x(nx^{2}+3n-2)y{'}-n(3n^{2}x^{2}+n^{2}-6n+8)y=0\,}

## 用途
布巴克尔 多項式的 用途:
- 低温[3]
- 生物学[4]
- 动态系统[5]
- 非线性系统[6] [7]
- 近似论[8]
- 热力学 [9][10][11]
- 力学 [12]
- 水文地理学 [13]
- 分子动态 [14]
- 基本数学 [15]
- 热量测定 [16]
- 生物物理学 [17]
- 光电学 [18]
- 复杂分析 [19]
- 矩阵分析[20]
- 加密[21]
- 代数[22]